# Un hombre soltero
Este artículo trata sobre la novela de Christopher Isherwood. Para la película de Tom Ford, véase: A single man (película de 2009).
Un hombre soltero (título original en inglés: A Single Man) es una novela del escritor inglés nacionalizado estadounidense Christopher Isherwood (1904-1986), publicada en 1964 en Estados Unidos por la editorial Simon & Schuster. Está dedicada al escritor Gore Vidal.

## Argumento
Ambientada en el Sur de California, en 1962, durante la Crisis de los misiles en Cuba, narra un día en la vida de George, un profesor inglés universitario homosexual y maduro, incapaz de sobreponerse a la reciente pérdida de su pareja, que murió en un accidente automovilístico.

## Valoración crítica
Edmund White  afirmó que Un hombre soltero era «una de las primeras y mejores novelas del moderno movimiento de liberación gay».

## Adaptación cinematográfica
El director Tom Ford estrenó en 2009 A Single Man, basada en la novela de Isherwood. Su actor principal, Colin Firth, ganó la Copa Volpi al mejor actor en el Festival de Venecia (2009) por su interpretación del papel de George. Completaron el reparto Julianne Moore, Nicholas Hoult, Matthew Goode, Jon Kortajarena y Ginnifer Goodwin.